# Санкт-Петербургский практический технологический институт
Санкт-Петербургский практический технологический институт — высшее техническое учебное заведение Российской империи.

## История
Санкт-Петербургский практический технологический институт Императора Николая I, старейшее из технологических учебных заведений Российской империи, был основан 28 ноября (10 декабря) 1828 год по указу императора Николая I. Инициатива создания института принадлежала министру финансов Е. Ф. Канкрину.
В утверждённом Николаем I 28 ноября 1828 года «Положении о Санкт-Петербургском Практическом технологическом институте» было указано:

Цель практического технологического института есть та, чтобы приготовить людей, имеющих достаточные теоретические и практические познания для управления фабриками или отдельными частями оных.
Институт был закрытым учебным заведением. Воспитанники разделялись на два возраста: первый (младший) — 72 юношей от 13 до 15 лет, и второй (старший) — 60 учащихся, переводимых из первого возраста. К занятиям в институте допускались и вольноприходящие (экстерны), а с 1832 года — «платные» пансионеры и полупансионеры. Воспитанники набирались из разных губерний по представлению городских дум — «из детей купцов 3-й гильдии, мещан, цеховых и разночинцев, […] преимущественно из сирот и недостаточных больших семейств». В каждом возрасте (или классе) учащиеся учились в течение трёх лет. После шести лет обучения они ещё два года находились в подмастерьях. Выпускники, в зависимости от успехов и поведения, получали звания «учёных мастеров» и «мастеров», причём первые освобождались от поступления в рекруты и от телесного наказания, а также от подушной подати. В 1849 году эти звания были заменены на «инженер-технологов» и «технологов-практикантов». Поступать на государственную службу и получать чины выпускники права не имели. Статус высшего учебного заведения институт приобрёл значительно позже, в 1862 году.
| Выписки из «положения...» Учение воспитанников по теоретической части должно состоять из следующих предметов : - Закон Божий; - Чистописание; - Российский язык по правилам грамматики, с практическими упражнениями, сколько нужно, чтобы воспитанники могли ясно выражать свои мысли; - Общие познания географии и обозрение Истории; - Начало Естественной Истории; - Рисование вообще и особенно машин, планов, строений, узоров и украшений; - Арифметика; - Алгебра до уравнений; - Геометрия и некоторое понятие о практическом измерении земель; - Нужные части прикладной математики; - Необходимые для ремёсел и искусств познания физики; - Основательные познания практической химии в отношении к ремёслам и искусствам; - Курс технологии, и особенно тех частей, которые ближайшим образом относятся до целей учреждения Института, как-то: а) красильного искусства, б) аппертуры тканных материй, в) построения разного рода машин, и притом общие познания тех произведений, которые составляют первоначальные материалы фабрик. Для преподавания практических предметов иметь при Институте а) Химическую Лабораторию с особой залою для лекций, б) Мастерские: как-то: механическую, для изготовления и починки разных машин, к фабричному делу относящихся, кузнечную, слесарную, токарную, столярную, литейную в малом виде и при всём том небольшую паровую машину, в) Красильню, г) Мастерскую для резания и составления форм и для гравирования на плоскостях и цилиндрах, д) Запасную мастерскую для разных занятий. Нужные практические познания по другим частям воспитанники будут приобретать чрез посещение сторонних фабрик и других заведений. |

В начале 1829 года была учреждена Комиссия о построении зданий института, в которую был включён архитектор А. И. Постников, после смерти которого был назначен Э. Х. Анерт. В августе 1831 года строительство зданий института (трёхэтажные главный корпус и два жилых, двухэтажный «машинный» корпус, кузница, два здания двухэтажных мастерских и службы с баней) было окончено.
Первым директором был назначен И. М. Евреинов, инспектором — Г. И. Гесс.
Торжественное открытие состоялось 11 (23) октября 1831 года. Первоначально открылись два младших класса (33 и 19 учащихся), первыми преподавателями в которых были В. Т. Плаксин и А. П. Максимович. В августе 1832 года были приняты ещё 52 ученика, из которых 30 оказались настолько слабо подготовлены, что для них был открыт приготовительный класс. В 1833 году были открыты два старших класса, а 1 (13) января 1834 года при институте была учреждена Горная техническая школа, готовившая горных механиков для вновь учреждённого Корпуса горных инженеров, просуществовавшая до 1862 года. Школа имела своё помещение, но преподавание проводилось в аудиториях и мастерских института.
С 1 декабря 1836 года преподаватели института стали читать публичные лекции для желающих: И. М. Евреинов — по химии, Ф. Ф. Эвальд — по физике. В последующие годы лекции читали: А. Д. Озёрский (в 1837) — по технологии, А. П. Максимович (в 1837, 1838 и 1840) — по физике, Н. Ф. Ястржембский (в 1838) — по прикладной механике, А. И. Кованько (в 1838) — по химии.
В 1837 году состоялся первый выпуск. Из 14 выпускников двое получили золотые медали (Титов и Никкельс), один — большую серебряную (Хохряков) и двое — малые серебряные (Латышев и Беатер).
В 1839 году к институту была присоединена находящаяся при Монетном дворе медальерная школа.
Преподаватели института были служащими по найму; только преподаватель химии, Фёдор Самуилович Иллиш, «по ходатайству начальства института, во внимание к особым его заслугам по устройству лаборатории, зачислен с 1854 года, по Высочайше утверждённому мнению Государственного совета, на государственную службу».

### Высшее учебное заведение
В 1858 году директором был назначен И. П. Чайковский, деятельность которого была направлена на преобразование института; требовалось устранить ряд недостатков в организации: институт был вынужден принимать малолетних воспитанников (13 лет), часто не имевших достаточной способности к умственному развитию; институт не имел собственных преподавателей, привлекая служивших в других учебных заведениях, что мешало правильному ходу преподавания; права и преимущества выпускников института были слишком ограничены и способные юноши старались помещаться в других учебных заведениях. К декабрю 1859 года был подготовлен, по указанию директора департамента мануфактур и внутренней торговли А. И. Бутовского, проект нового устава института. Но уже до его рассмотрения, с 1860 года в институте стали вводиться изменения — так, были отменены лекции товароведения и установлено более чёткое разделение учащихся на механическое и химическое отделения (на химическом стали читать упрощённые курсы математики и механики). Наконец, 3 июля 1862 года «последовало высочайшее утверждение и мнения государственного совета по делу о преобразовании технологического института и упразднении состоящей при нём горной технической школы с тем, чтобы высочайше утверждённое новое положение об институте приведено было в действие с 1-го августа 1862 года». Новым положением определялось, что 

с.-петербургский практический технологический институт есть специальное высшего разряда учебное заведение, имеющее целью образование искусных и сведующих людей по технической части для устройства фабрик, заводов и вообще промышленных предприятий и для управления оными, а также распространение вообще технических познаний
Был установлен четырёхгодичный срок обучения на двух отделениях — механическом и химическом. На этих отделениях преподавались: Закон Божий; аналитическая геометрия; начертательная геометрия; черчение и рисование; минералогия; политическая экономия и промышленная статистика России; один из иностранных языков: французский, немецкий или английский. Кроме того изучались специальные предметы: физика общая и техническая; строительное искусство; технология обработки волокнистых веществ. Для механиков обязательным было изучение высшей математики, аналитической и практической механики, курса построения машин и проектирования по части механики. Как вспомогательные предметы студенты изучали неорганическую химию, металлургию и важнейшие предметы химической технологии. Химики в обязательном порядке изучали такие дисциплины: неорганическую, аналитическую и органическую химию; химическую технологию; металлургию и проектирование по части химических и металлургических производств. Вспомогательными предметами на химическом отделении были: механика, анатомия и физиология животных и растений применительно к нуждам фабрично-заводской промышленности. Необязательными для изучения был второй иностранный язык и горное дело.

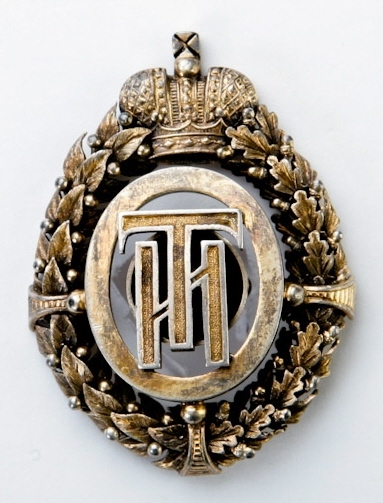
Знак об окончании Петербургского технологического института

Учащиеся делились на казённокоштных (130 вакансий; только для российских подданных), пансионеров (около 100 вакансий) и полупансионеров. Кроме этого, лекции и практические занятия за плату могли посещать вольнослушатели. На 1-й курс принимались юноши от 16 лет с основательным знанием полного гимназического курса. Выше же 2-го курса «никто не мог быть принят в институт на правах воспитанника». Выпускники получали звание технолога 2-го и 1-го разряда, а при неудовлетворительных успехах в теории (но при особых успехах в практике) — звание механического мастера или лаборанта. По истечении года технологи 1-го разряда могли претендовать на получение степени инженера-технолога. И если технологи 1-го разряда причислялись к сословию личных почётных граждан, то инженерам-технологам предоставлялось право просить о причислении их к потомственному почётному гражданству, если в течение 10 лет они занимались управлением фабрикой или заводом, либо исправляли обязанности технических инженеров.
Ещё в 1862 году было признано целесообразным постепенное упразднение пансиона и замену пансионеров стипендиатами, что было реализовано уже в 1865 году. В связи с этим были утверждены новые положение и штат. По положению 1865 года учащиеся разделялись на постоянных слушателей (казённых и своекоштных) и вольнослушателей. По штату 1867 года в институте полагалось 7 профессоров. Ни доцентов, ни адъюнктов в штате института не предусматривалось, поэтому помощниками профессоров часто назначались самые успешные студенты.
В 1863 году число учащихся составляло 295 человек, а в следующем году — 523, в том числе на 1-м курсе — 313 студентов. В 1871 году в институте было уже 900 учащихся, из которых до 600 человек состояло на 1-м курсе. Это факт указывал на значительную потребность общества в высшем техническом образовании. Большинство из поступавших в институт не оканчивали в нём полного курса, однако получали на младших курсах существенные знания и навыки. Увеличение числа поступавших в институт вызвало учреждение параллельных классов и увеличение требований при вступительных экзаменах по математике и физике.
В 1872 году в технологическом институте был введён пятилетний курс обучения и добавлены ещё 3 штатных профессора, а в 1876 году — введены ещё 2 профессорские кафедры.
В 1875 году приём на первый курс был ограничен 125 студентами. Это стало возможным из-за увеличения в Российской империи числа реальных училищ, в которых можно было получить среднее техническое образование.
В 1882 году институт перевели из ведомства Министерства финансов в ведомство Министерства народного просвещения.

### Технологический институт императора Николая I
В 1896 году к столетию со дня рождения Николая I институту было присвоено его имя.
К 1 января 1899 года в институте обучалось 1011 студентов и 5 вольнослушателей (на 1 общем курсе — 280 студентов, на механическом отделении — 605, на химическом — 131)
Санкт-Петербургский институт был наделён правом присваивать звание Инженера-технолога, как лучшим студентам, успешно прошедшим курс наук в институте, так и сторонним лицам после прохождения установленных экзаменов при условии представления ими свидетельства о получении образования, дающего право на поступление в институт.
С 1904 года все окончившие Технологический институт стали получать звание Инженера-технолога с правом поступления на государственную службу в чине X класса и с «правом производства всякого рода строительных работ и составлению проектов всяких зданий и сооружений».
После Октябрьской революции правопреемником института становится Санкт-Петербургский государственный технологический институт.

## Здание института
Территория, на которой размещён комплекс зданий технологического института, находится на пересечении Загородного и Московского проспектов (с конца XIX века носящего название Технологическая площадь). Изначально площадь участка составляла примерно 31800 м2. После Указа об основании института 28 ноября 1828 года началось строительство специальных зданий. К августу 1831 года был готов трёхэтажный главный корпус, жилые дома и мастерские. Архитекторы: А. И. Постников, Э. Х. Анерт К 1834 году закончено строительство «Горного дома», а в 1853 году построена химическая лаборатория, в которой работали Д. И. Менделеев и Ф. Ф. Бейльштейн. В это же время строятся литейная, жилой деревянный дом, сараи и навес (арх. Ф. Ф. Бекман). Здание института было открыто для занятий 11 октября 1831 года.
В 1863—1885 годах строятся Механическая лаборатория, студенческая столовая в 3 этажа; формируется музей, спальни воспитанников, квартиры.
В 1900-х годах, после большого перерыва институт значительно расширяет свои учебные помещения. Коренным образом перестраивается Главное здание: пристроен четвёртый этаж; построен флигель во внутреннем дворе, предусматривающий гардеробную для студентов (I этаж), аудитории (II этаж) и большой зал вместимостью до 1.200 человек (3-й этаж); кроме того улучшается естественное освещение, проводится центральное пароводяное отопление и вентиляция, строится водонапорная башня. Также строится двухэтажное здание химической лаборатории, фасадом на Загородный проспект, с Большой химической аудиторией, рассчитанной на 300 человек.
Строительную комиссию возглавляли преподаватели института, гражданские инженеры Л. П. Шишко и А. П. Максимов. Кроме вышеупомянутого в институте в это время идёт строительство новых и перестройка старых зданий и лабораторий.
В 1913 году строятся инженерно-механическая и химико-техническая лаборатории. В 1916 году был приобретён новый участок для расширения строительства.

## Форма одежды и знаки различия
Согласно Табели обмундирования, воспитанники института, которых первоначально насчитывалось 123 человека, носили двубортные тёмно-зелёные куртки со светло-зелёными выпушками, 12 медными плоскими пуговицами по бортам и 6 меньшими — на рукавах; тёмно-зелёные фуражки со светло-зелёной выпушкой, с козырьком; брюки серого сукна зимой либо белые полотняные панталоны летом; чёрные шейные платки; серые шинели на 6 пуговиц, со светло-зелёным воротником и светло-зелёной выпушкой на рукавах. Рабочей одеждой служили куртка из солдатского серого сукна, с 12 медными пуговицами, и такие же брюки, а также фуражка из «клеёнки»; кроме этого выдавались куртка и брюки «из крепкого тика».
Преподаватели института носили мундир Министерства финансов, а надзиратели из унтер-офицеров, считавшиеся «за уряд» в чине 14-го класса, — тех же цветов сюртуки «с галуном и шевронами по принадлежности», и в торжественных случаях надевали шпагу с темляком на чёрной перевязи.
Воспитанники Горной технической школы, а также её медальерного отделения при Петербургском монетном дворе, носили форму того же покроя, что и в институте, но по цветам Корпуса горных инженеров (то есть с чёрными воротником, обшлагами и околышем, со светло-синими выпушками и белыми пуговицами). Унтер-офицеры из воспитанников имели на воротнике и обшлагах курток серебряный галун. Надзиратели, или фельдфебели, носили форму по образцу надзирателей Технологического института, «но также по горным цветам».
Интересно, что форма Горной технической школы была присвоена также Санкт-Петербургскому пробирному училищу, учреждённому 15 апреля 1842 года при Пробирной палатке для подготовки «сведущих пробирщиков» для горного ведомства. Ученики этого заведения отличались от воспитанников школы лишь буквами «П. У.» на околышах фуражек, выложенными из белого шнурка либо прорезанными и подложенными белым сукном.

## Руководство института

### Директора
- 1831—1838 И. М. Евреинов
- 1838—1852 В. И. фон Блау
- 1852—1858 К. Ф. Бутенев
- 1858—1863 И. П. Чайковский
- 1863—1869 Я. И. Ламанский
- 1869—1875 Н. А. Ермаков
- 1875—1878 И. А. Вышнеградский
- 1879—1891 Н. П. Ильин
- 1891—1902 Х. С. Головин
- 1902—1906 Д. С. Зернов
- 1906—1908 А. А. Воронов
- 1908—1913 Д. С. Зернов (второй раз)
- 1913—1915 Г. Ф. Депп
- 1915—1920 Л. П. Шишко

### Инспекторы
- 1831—1833 Г. И. Гесс
- 1833—1835 К. И. Эмме
- 1835—1850 А. П. Максимович
- 1850—1851 П. А. Ильенков
- 1851—1857 Н. А. Перетц
- 1857—1860 Е. Н. Андреев
- 1860—? И. И. Алексеев

## Выпускники института
1839
- Вячеслав Печаткин
- Константин Печаткин

1845
- Николай Чагин (серебряная медаль)

1850
- Фёдор Дмитриев (золотая медаль)
- Фёдор Донат

1851
- Адольф Ган (золотая медаль)

1857
- Николай Лабзин

1858
- Дмитрий Чернов

1866
- Иван Анопов
- Пётр Афанасьев
- Сергей Петухов

1867
- Алексей Курбатов
- Евгений Рейнбот

1868
- Эдуард Вроблевский
- Бронислав Вылежинский
- Иосиф Новицкий
- Адольф Пашковский
- Николай Тавильдаров

1869
- Александр Бородин
- Игнатий Ясюкович

1870
- Владимир Кнаббе
- Иван Ярковский

1871
- Аполлон Курбатов
- Александр Летний
- Николай Оловягин

1872
- Валерий Гемилиан
- Павел Котурницкий

1873
- Михаил Алтухов

1874
- Степан Гулишамбаров

1875
- Станислав Глезмер
- Альфонс Ржешотарский

1878
- Иван Плотников

1882
- Григорий Вейнштейн

1883
- Александр Быков
- Пётр Мухачев

1884
- Константин Зворыкин
- Илья Эрак

1885
- Николай Ланговой
- Гелиодор Эйсмонт

1886
- Александр Воронов
- Ефим Зубашев
- Владимир Тёмкин

1889
- Валентин Джонс
- Алексей Степанов

1891
- Роберт Классон
- Александр Радциг
- Павел Селезнёв

1892
- Алексей Ломшаков
- Евгений Оппоков

1893
- Владимир Шапошников

1894
- Ярослав Грдина

1895
- Бронислав Малаховский
- Владимир Милютин

1896
- Николай Быков
- Павел Копняев

1897
- Витольд Ярковский

1898
- Антанас Мацияускас

1899
- Борис Галёркин
- Юрий Лебедев

1901
- Николай Бартельс

1902
- Абрам Иоффе

1903
- Владимир Фармаковский

1906
- Александр Маковецкий
- Владимир Сумароков

1907
- Михаил Кирпичёв

1909
- Александр Клягин
- Франц Лендер (с отличием)
- Адриан Шапошников

1912
- Владимир Зворыкин (с отличием)
- Илларион Мирзаханов (с отличием)

1914
- Всеволод Ваншейдт